# Каймановая черепаха
Кайма́новая черепа́ха, или кусающаяся черепаха (лат. Chelydra serpentina) — вид черепах рода Chelydra.

## Внешний вид и образ жизни
Крупное животное, с панцирем длиной до 35 см, массой до 14 кг. Отдельные особи массой до 30 кг.
Каймановая черепаха имеет большую голову с выпуклыми глазами, большую пасть с острыми челюстями, мощные когтистые лапы. Животное известно своей агрессивностью — при поимке черепаха активно обороняется, далеко выбрасывая голову на длинной шее и кусаясь.
Обитает в самых различных водоёмах, реках, прудах, озёрах, выбирая места с илистым дном, где ей легко закапываться. На зиму черепахи зарываются в ил на дне водоёма и впадают в спячку. В северных районах эта спячка длится с октября до мая. Любопытна устойчивость каймановых черепах к холоду. Нередко удаётся видеть, как они активно движутся в воде подо льдом или ползают по льду.
Питание каймановой черепахи составляют рыбы, как живые, так и мёртвые, всевозможные мелкие животные, вплоть до водоплавающих птиц, различная падаль, а также водная растительность. Падаль она находит, руководствуясь обонянием, а за живой добычей охотится из засады, подолгу сторожа жертву и стремительно схватывая пастью приближающееся животное.

## Ареал
Каймановая черепаха распространена на юго-востоке Канады и в США — в восточных и центральных районах. Более южные популяции, ранее относимые к Chelydra serpentina в настоящее время относят к видам Chelydra rossignonii (в Центральной Америке) и Chelydra acutirostris (на юге Центральной Америки и в Южной Америке до Эквадора). Каймановая черепаха широко распространена во многих районах США и в ряде мест является объектом промысла, поскольку мясо её охотно употребляется в пищу местными жителями.

## Размножение
Весной происходит спаривание, а в начале лета самки откладывают 20—25 яиц в ямку глубиной около 15 см, которую они сами выкапывают в почве недалеко от берега. Через 2—3 месяца из яиц выходят черепашки длиной 3 см. Они очень активны и уже способны кусаться, едва показавшись из яиц.

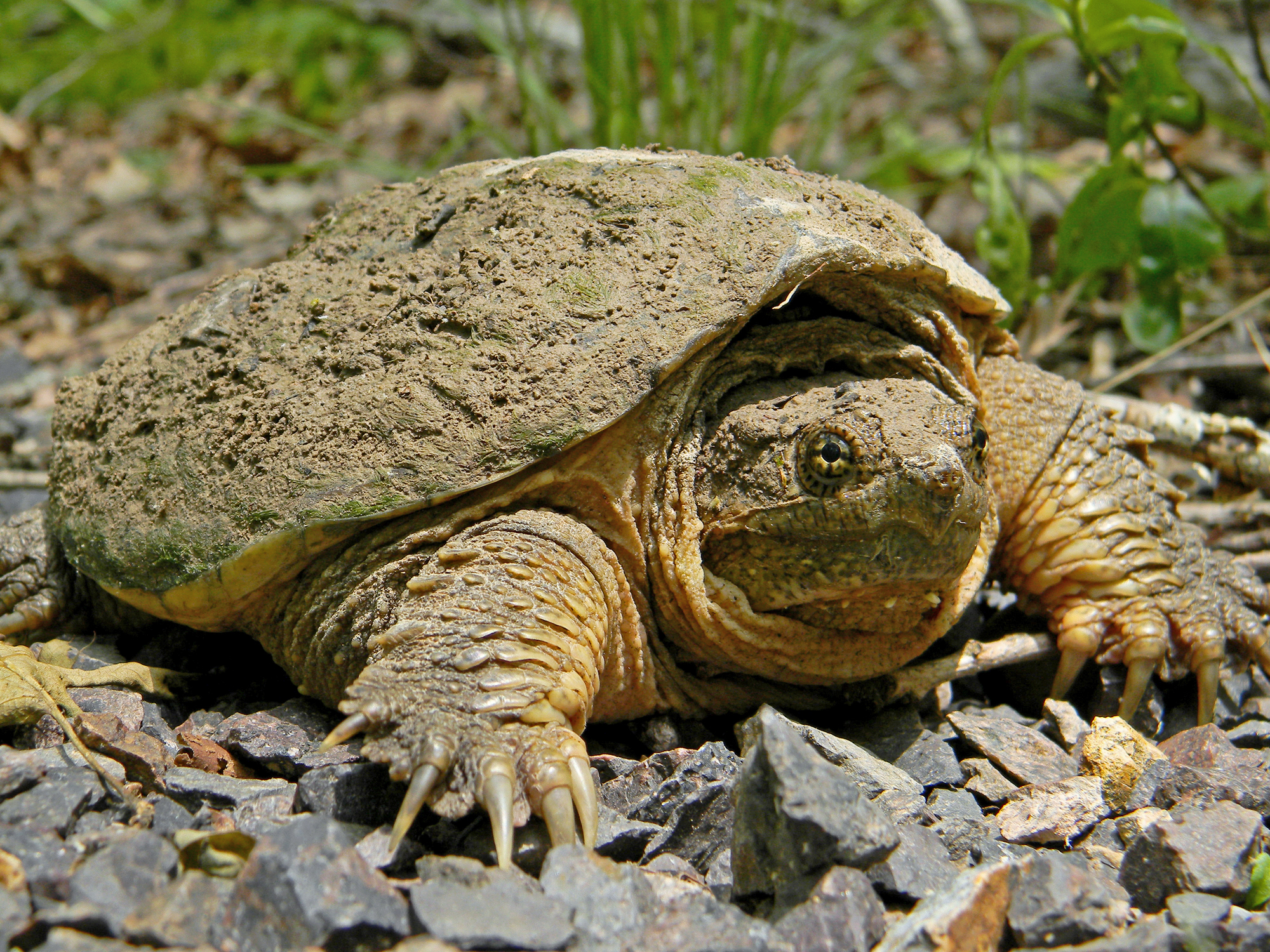
Вид спереди
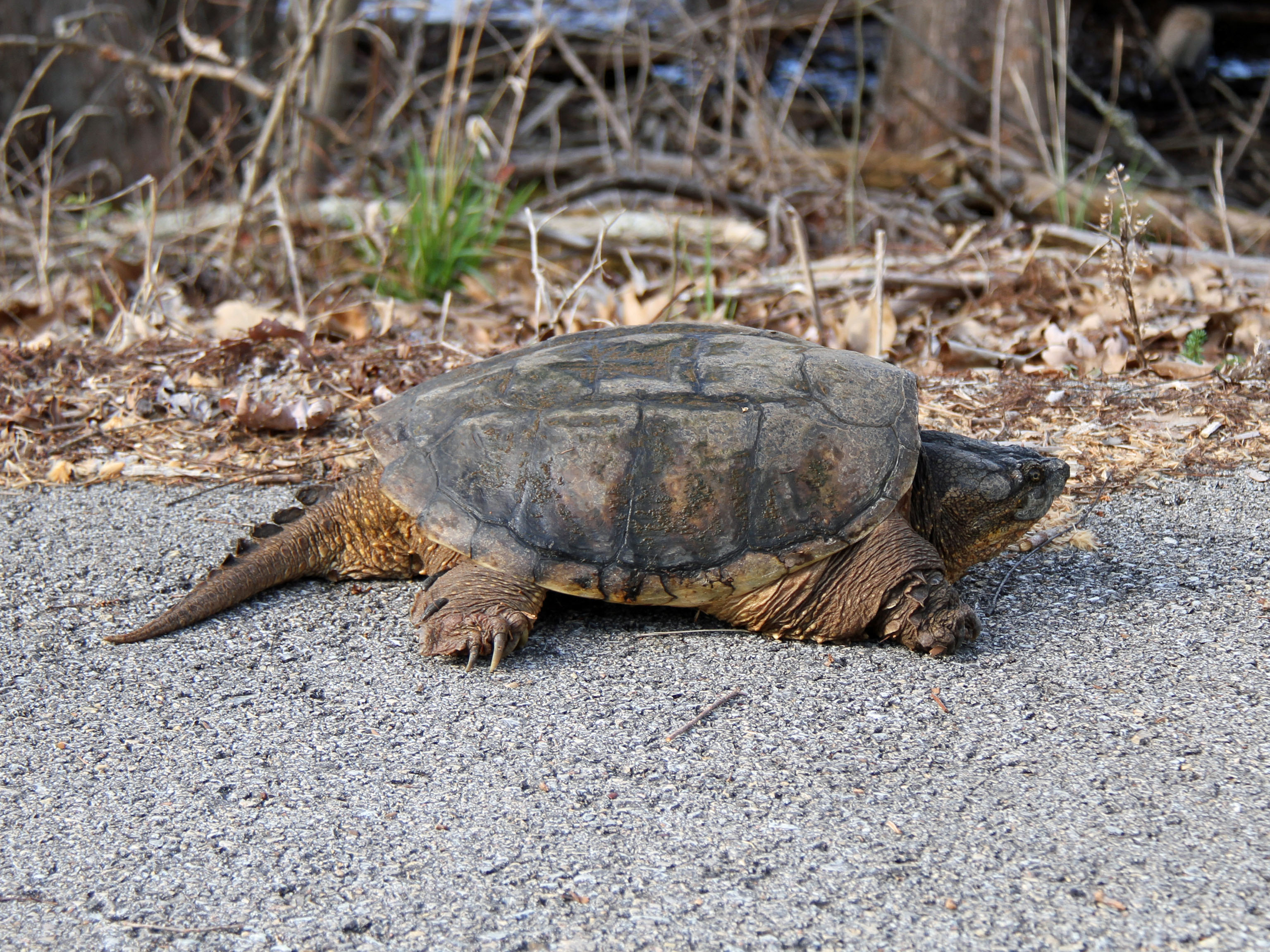
Вид сбоку
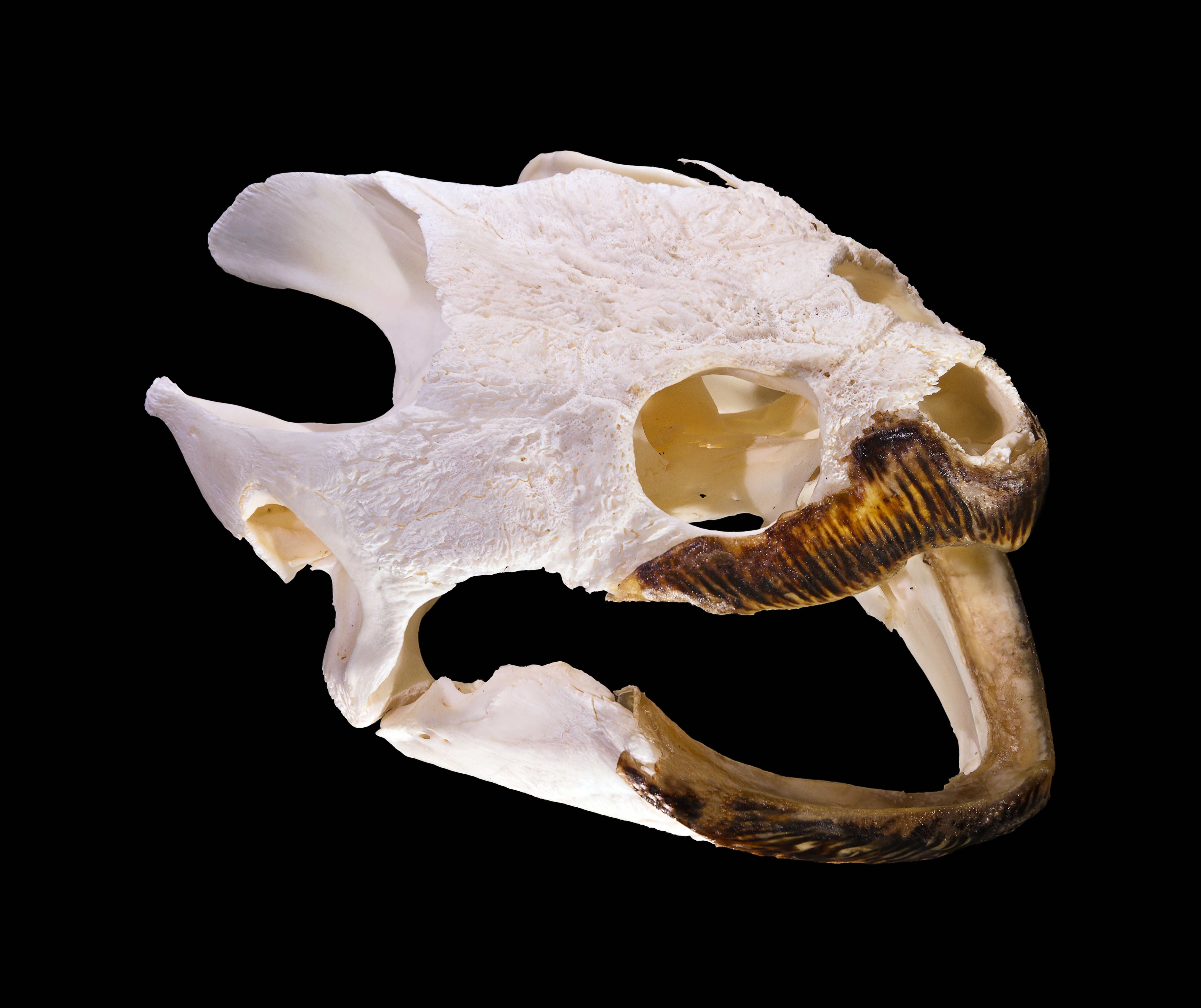
Череп
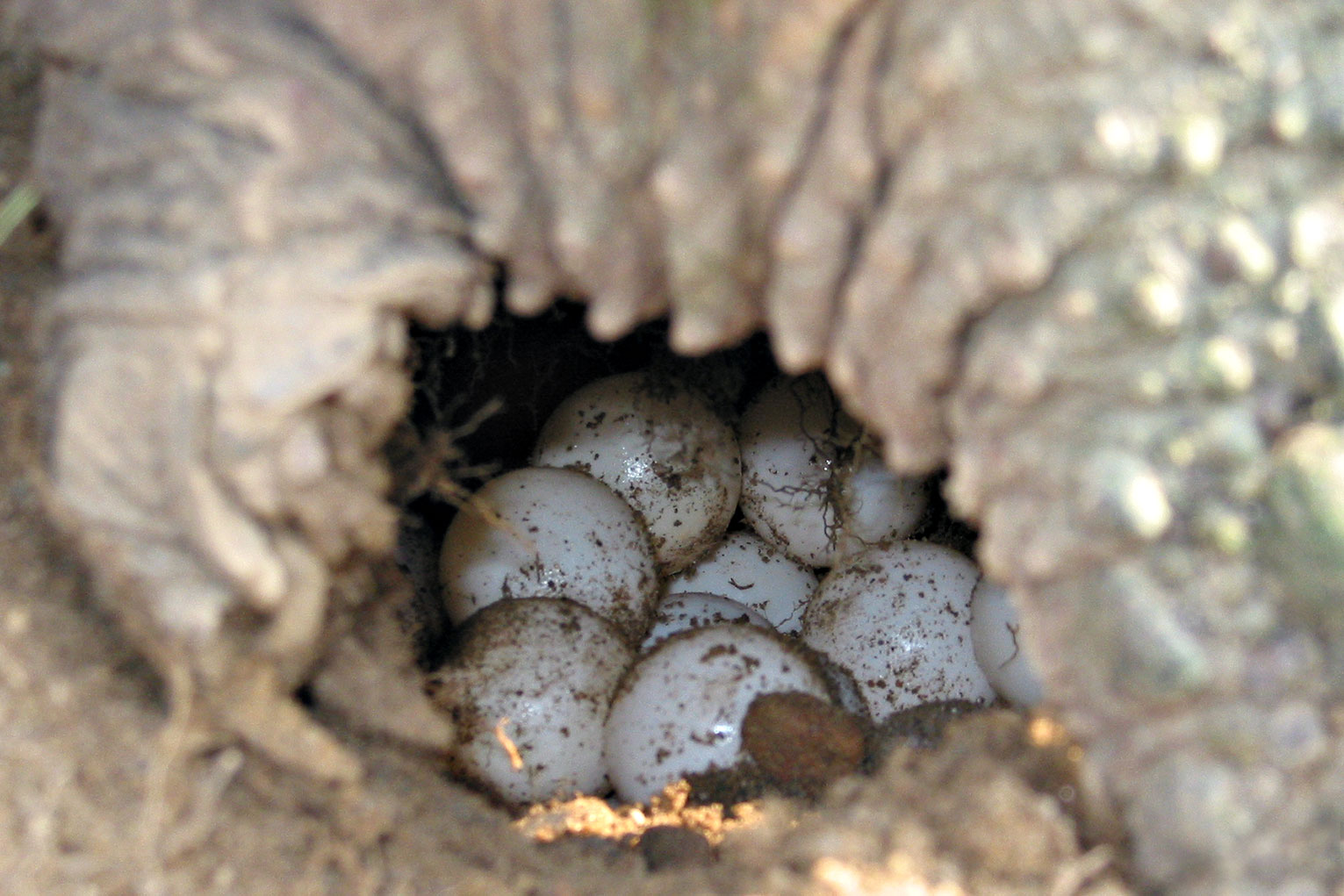
Кладка яиц
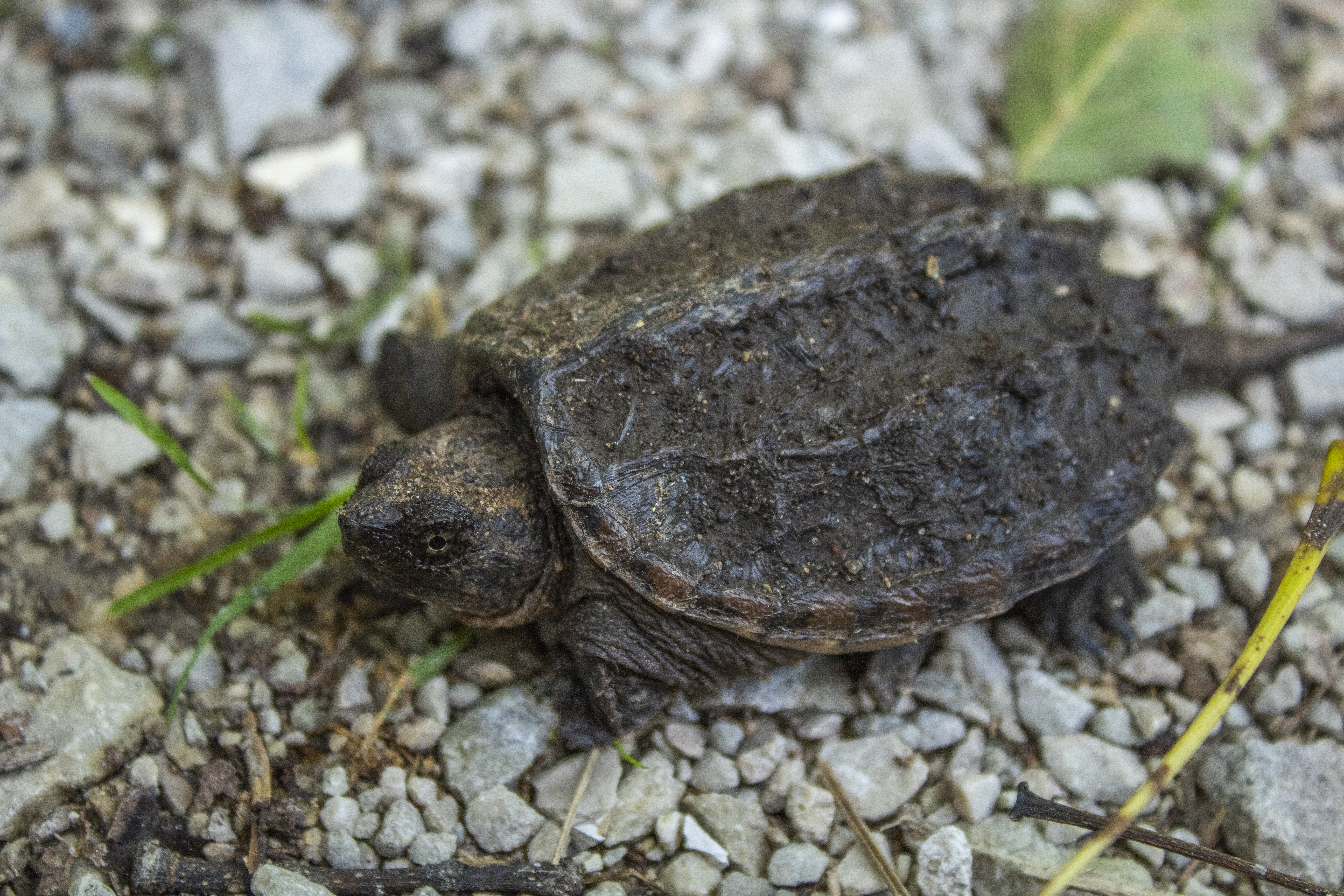
Черепашонок